# بنی اشنور
بنی اشنور (انگلیسی: Benny Schnoor; ۲۸ دسامبر ۱۹۲۲ – ۵ سپتامبر ۲۰۰۳) دوچرخه‌سوار اهل دانمارک بود.